# Нихад Алибеговић
Нихад Алибеговић (Горњи Вакуф, 1. јануар 1962) је босанскохерцеговачки певач.

## Биографија
Рођен је 1962. године у селу Вољице, општина Горњи Вакуф. У Горњем Вакуфу завршио је основну школу и гимназију, а након тога уписао Природословно-математички факултет у Сарајеву. Певањем је почео да се професионално бави од 1982. године, када је победио на такмичењу певача аматера одржаном у сарајевском „Дому младих“. Након тога је потписао уговор са Радио-телевизијом Сарајево. Први албум снимио је 1984. године.
Већ је 24 године у браку са супругом Шефиком, с којом има два сина.

## Албуми
- Галебе мој (1984)
- Плачи са мном виолино (1987)
- Тебе нема (1991)
- Љуби, љуби мене ти (1993)
- Звијезда среће (1999)
- Немој, па се не бој (2003)
- Ноћас с’тобом остајем (2004)
- Продужи мој живот (2006)
- Зелена (2008)
- Благо мени (2010)
- Само за њу (2012)[2]

## Фестивали
- 1999. Бихаћ — Моја судбина у твојим је рукама
- 2004. Бихаћ — Немам више, мајко, времена
- 2008. Севдах фест, Бихаћ - Очи моје клетвом бих вас клео
- 2009. Бихаћ — Стани, човјече
- 2011. Севдах фест, Бихаћ - Молила се жута дуња
- 2012. Бихаћ — Зелена
- 2013. Севдах фест, Бихаћ - Нигдје зоре
- 2013. Илиџа — Плаво око плакало је / Хајро, Хајрија, цуро најмилија (Вече Све љепоте Илиџанских фестивала)
- 2014. Севдах фест, Бихаћ - Снијег паде на бехар, на воће
- 2017. Бихаћ — Само за њу
- 2017. Севдах фест, Бихаћ - Од данас те, драга, више љубит' нећу
- 2018. Илиџа — Бурма, ревијално вече фестивала
- 2018. Бихаћ — Доста ми је лагања
- 2018. Севдах фест, Бихаћ - Гост ревијалног дијела фестивала
- 2019. Бихаћ — Три кафане
- 2019. Севдах фест, Бихаћ - Запросио Алија
- 2019. Фестивал севдалинке, Тузла - Прођох Босном кроз градове / Срдо моја, гост ревијалне вечери фестивала
- 2020. Бихаћ — Ето, и он
- 2020. Бихаћ — Ђела Фато, ђела злато (Вече севдаха)
- 2020. Бихаћ — Жена са Балкана
- 2020. Фестивал севдалинке, Тузла - Снијег паде на бехар, на воће / Очи моје клетвом бих вас клео, гост ревијалне вечери фестивала
- 2021. Севдах фест, Бихаћ - Дјевојка соколу зулум учинила
- 2022. Бихаћ — Краљ лудости
- 2022. Севдах фест, Бихаћ - Јутрос рано прођох крај Морића-хана
- 2023. Севдах фест, Бихаћ - Тако се у Босни пјева
- 2024. Илиџа - Метар неба (Ревијално вече фестивала Златни микрофон)